# Eden Township (Pennsylvanie)
Pour les articles homonymes, voir Eden Township.
Eden Township est un township situé au sud-est de la partie centrale du comté de Lancaster, en Pennsylvanie, aux États-Unis. En 2010, il comptait une population de 2 094 habitants.

## Démographie
Lors du recensement de 2010, le township comptait une population de 2 094 habitants. Elle est estimée, en 2018, à 2 095 habitants.

### Source de la traduction
- (en) Cet article est partiellement ou en totalité issu de l’article de Wikipédia en anglais intitulé « Eden Township, Lancaster County, Pennsylvania » (voir la liste des auteurs).